# Lozova
Lozova (ukrajinsky Лозова́; rusky Лозова́я – Lozovaja) je město v Charkovské oblasti na Ukrajině. Po administrativně-teritoriální reformě v červenci 2020 patří do Lozovského rajónu, do té doby byla jako město oblastního významu spravována samostatně. Leží zhruba 120 kilometrů na jih od Charkova a v roce 2021 v ní žilo přibližně 54 tisíc obyvatel (v roce 2013 to bylo 57 tisíc), což z ní činilo druhé nejlidnatější město Charkovské oblasti, ovšem s velkým odstupem za Charkovem.
Jde o významný železniční uzel v rámci Charkovské oblasti.

## Historie

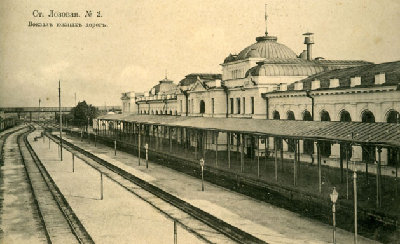
Nádraží kolem roku 1900

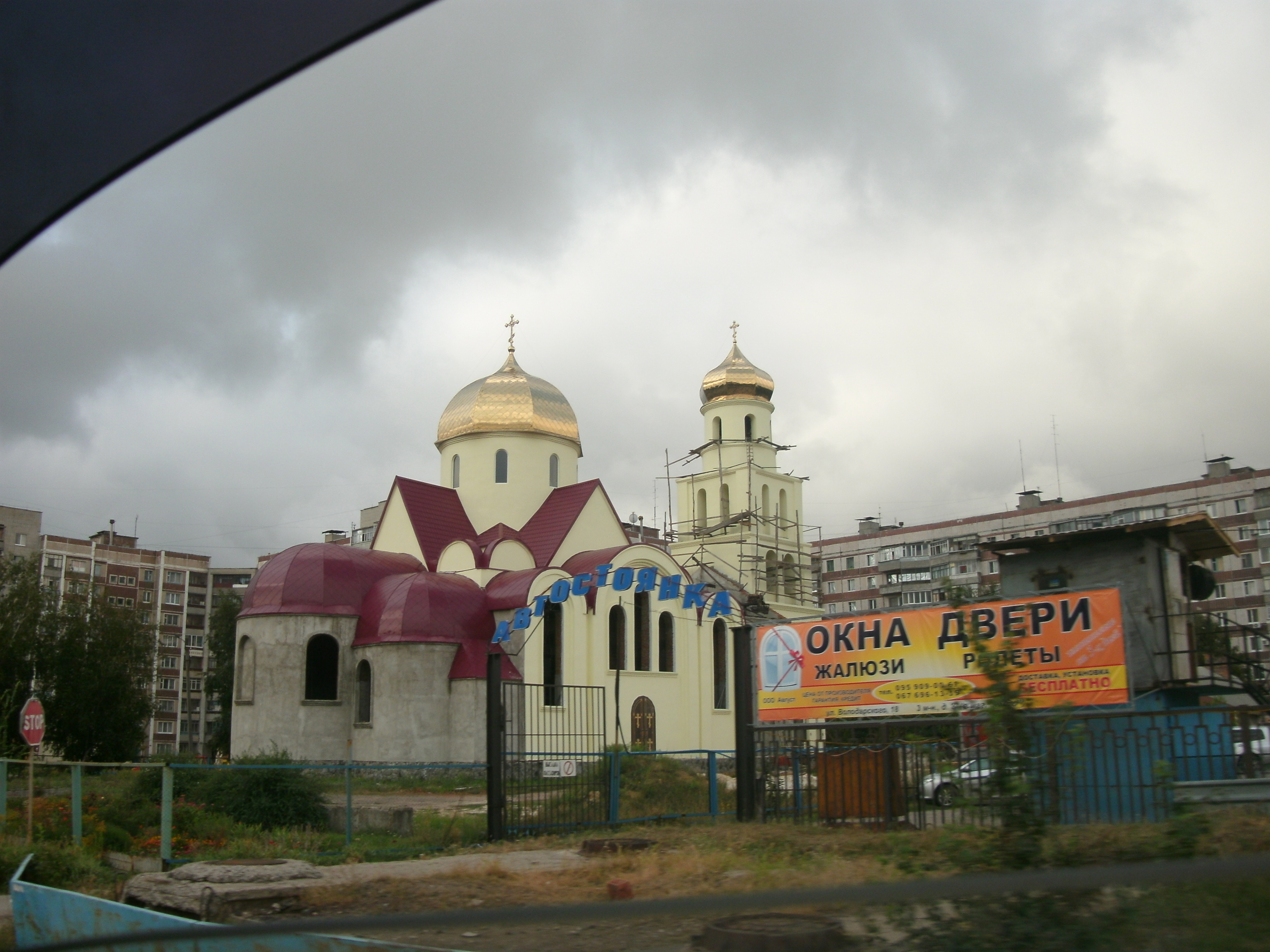
Kostel sv. Petra a Pavla

Obec byla založena při řece Britaj, levém přítoku řeky Severní Doněc. Poprvé byla do mapy zakreslena francouzským kartografem Guillaumeem Le Vasseurem roku 1648, administrativně byla zapsána mezi vesnice Ruské říše v 60. letech 19. století a roku 1869 zde zbudována železniční stanice na trati z Charkova do Pavlogradu, vedoucí dále na jih až do Sevastopolu a Simferopolu. 
Město se pro svou strategickou polohu dostalo na frontovou linii již za druhé světové války. Od roku 1941 je okupovali němečtí nacisté, během osvobozování v roce 1944 bylo zničeno a po válce muselo být znovu vystav̟ěno. Od roku 1953 vznikly mimo jiné průmyslové závody, vysoké školy, palác kultury, sportovní stadion, obnoveno bylo také oblastní muzeum.

## Ruská invaze 2022
V rámci dobývání Charkovské oblasti je město od konce února 2022 vystaveno ruským útokům. Dne 20. května 2022 byl ruskou střelou zničen Palác kultury. V srpnu 2025 došlo po ruském úderu k poškození kritické infrastruktury ve městě, úmrtí jedné osoby a zranění dalších deseti včetně dvou dětí.

## Rodáci
- Anatol Rapoport (1911–2007), americký matematický psycholog